# Östra Sörmlands Posten
Östra Sörmlands Posten, förkortat ÖSP, är en gratis lokaltidning som ges ut med 23 nummer per år (normalt varannan vecka), i östra Sörmland sedan 1997.

## Om tidningen
Tidningen Östra Sörmlands Posten grundades 1997 och ges ut gratis till hushåll och företag i framför allt Järna, Gnesta kommun och Trosa kommun med omnejd. Ägare av tidningen är Loretti AB, redaktionen är placerad i Trosa.
Tidningen ges ut en gång i veckan, 23 veckor om året. Upplagan är 2023 om cirka 22 000 tidningar. Om sommaren är upplagan cirka 29 000 tidningar. En gång per år ger tidningen även ut magasinet TrosaGuiden. Ansvarig utgivare för tidningen är Jessica Gustâv, och chefredaktör Johan Karlsson.